# Ciklone
Cikloneは、株式会社オープングルーヴが提供するASP型のプロジェクト管理、バージョン管理ツール。

## 概要
プロジェクトで発生するタスクや問題、Todoなどの進捗状況をWeb上で一括管理し、調整していくことができる管理ツール。同種のツールとしてはTracやJIRA、Basecampなどが存在する。Wiki、Subversion連携、チケットによるバグ管理機能があり統合的なプロジェクト管理ツールとなっている。

### ASP
ASPは以下のプランを提供している。フリーは無償で利用可能。
- Free Plan
- Basic Plan
- Professional Plan
- Team Plan
- Enterprise Plan